# 1896年夏季奧林匹克運動會智利代表團
1896年夏季奧林匹克運動會智利代表團，只派出了路易斯·蘇伯卡索一名運動員參加100米、200米及400米田徑比賽，但官方賽後報告並沒有提及有這位運動員參賽過，而智利奧委會聲稱路易斯·蘇伯卡索代表智利出賽。

## 田徑
| 運動員          | 項目      | 成績 | 排名 |
| --------------- | --------- | ---- | ---- |
| 路易斯·蘇伯卡索 | 男子100米 | 不詳 | 不詳 |
| 路易斯·蘇伯卡索 | 男子400米 | 不詳 | 不詳 |
| 路易斯·蘇伯卡索 | 男子800米 | 不詳 | 不詳 |